# Floorball Agents Amsterdam
Die Floorball Agents Amsterdam, kurz FB Agents, ist ein niederländischer Floorballverein aus Amsterdam. Der Verein wurde 1994 gegründet und ist damit einer der ältesten Floorballvereine der Niederlande. Die erste Herrenmannschaft sowie die erste Damenmannschaft der FB Agents spielen beide in der Eredivisie, der höchsten Spielklasse des Landes. Daneben spielen weitere Teams in den unteren Spielklassen.

## Erfolge

### Herren
- Meister (5): 2006, 2007, 2010, 2015, 2016
- Pokalsieger (3): 2010, 2011, 2016

### Damen
- Meister (1): 2011
- Pokalsieger (1): 2011